# Мітридат (гора)
Гора Мітридат — пагорб у Керчі висотою 91,4 м.

## Загальний опис
На вершині гори Мітридат і схилах колись розташовувалася центральна частина античного міста Пантикапей. Назва гори, виникла на початку XIX століття — за легендою саме тут на одній з верхніх терас гори помер войовничий цар Мітрідат VI Евпатор.

## Історія
Мілетці, засновники міста Пантикапей, поселилися на вершині гори Мітридат. Найдавніше місто VI—V століть до нашої ери розташовувалося на Східному і Західному плато і сформувалося навколо двох центрів — акрополя та агори. На акрополі були храми головним божествам і палаци правителів, агора служила центром суспільного життя міста. А за міськими стінами розкинувся некрополь, «місто мертвих». Він починався від західної стіни Пантікапея, що проходила на рівні сучасної Госпітальної вулиці.
Гора багата на археологічні знахідки. Більшість з поховань на горі Мітридат і в її околицях належить до IV—III століть до нашої ери. Багато курганів розграбовано ще в давнину, але і те, що залишилося від похоронного інвентарю, збагатило сучасні музеї зборами греко-боспорського мистецтва. Як твори архітектури деякі підкурганні склепи Керчі увійшли до числа унікальних пам'яток світової архітектури. Найвідоміші з них — похоронні камери Золотого (не збереглися) і Царського курганів (IV століття до нашої ери).
У 1944 році на верхів'ї гори Мітридат за проектом архітекторів О. Д. Кисельова і М. Я. Гінзбурга було встановлено Обеліск Слави, а з 1959 року тут запалав Вічний вогонь присвячені пам'яті про загиблих у боях за звільнення Криму воїнів (листопад 1943 року — квітень 1944 року).

## Цікаво
За назвою гори — мінерал Мітридатит, який вперше знайдено в цій місцевості.